# Răzoare, Maramureș

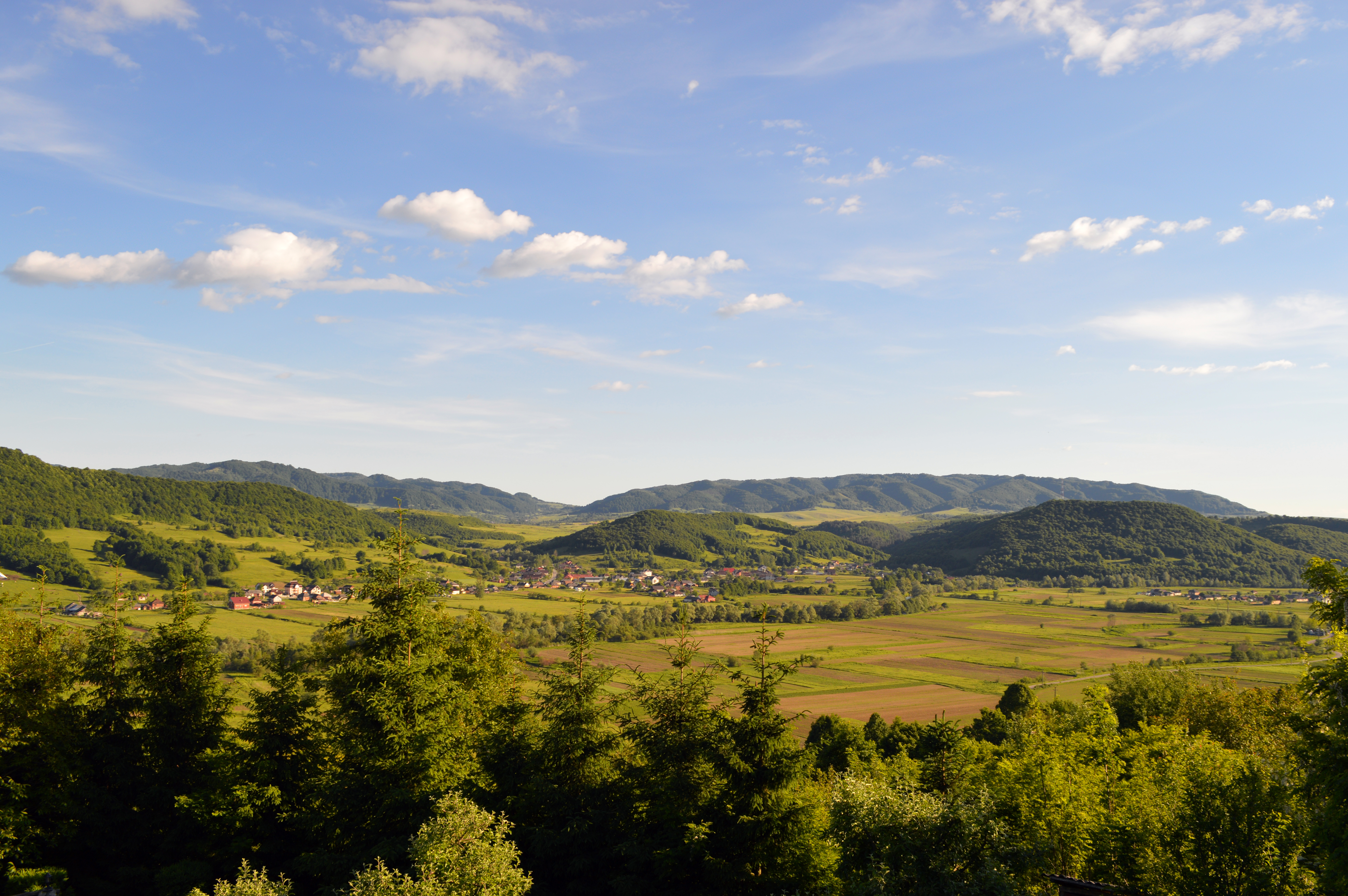
Vedere la Răzoare dinspre nord

Răzoare, mai demult Mașca (în maghiară Macskamező) este un sat ce aparține orașului Târgu Lăpuș din județul Maramureș, Transilvania, România. Se află la 4,5 km depărtare de orașul Târgu Lăpuș, în partea de nord-vest a Depresiunii Transilvaniei, în județul Maramureș, la 54 de km de Baia Mare (reședința de județ).

## Istoric
Numele vechi a localității este Mașca.
Prima atestare documentară: 1500 (Machkamezew). 

## Etimologie
Etimologia numelui localității: din substantivul răzor „cărare, potecă servind drept hotar, între două ogoare" (< srb. razor „brazdă” < sl. razorati „a ara”). 

## Așezare
Satul este așezat de o parte și de cealaltă a râului Lăpuș, râu cu o lungime de 114 km. Fosta vatră a satului se presupune că ar fi fost împrejurul locului în care astăzi este Biserica „Sf. Arhangheli Mihail și Gavril” cu hramul „Schimbarea la față”.
- În prezent satul poartă numele doar de Răzoare, denumirea din maghiară (Macskamező) fiind dată uitării.
- Fiind în apropierea orașului Târgu Lăpuș, satul face parte din bazinul orașului Târgu Lăpuș și a ajutat la formarea acestuia ca oraș prin numărul de locuitori, precum și celelalte sate din apropierea sa.
- La 1325 un document atestă satele Rohia, Boiereni, Poiana Porcului și printre care și o parte din Răzoare care formau un "voivodat" de vale, fapt dovedit prin însăși numele unui voivod VALEA. (anul 1325 nu reprezintă întemeierea satelor, ci doar atestarea lor)
- Ținutul pe care îl numim azi Țara Lăpușului, în care este situat și satul Răzoare, apare atestat pentru întâia oară în 1315 într-un document sub denumirea de Terra Păpuș.
- Depresiunea Lăpușului se compune din câteva subunități distincte printre care și o zonă joasă, situată pe centru, unde se află culoarul larg al râului Lăpuș și unde râul se numește și alea Luncii (Răzoare - Lăpușul Românesc).

## Demografie
La recensământul din 2011, populația era de 1.036 locuitori. 

## Monumente istorice
- Biserica de lemn „Sfântul Dumitru” (sec. XVIII);
- Biserica de lemn „Sfinții Arhangheli Mihail și Gavril” (1731).

## Obiective turistice
- Două biserici de lemn, datând de peste 200 ani.
- Cheile Lăpușului.

## Biserica muzeu
Hram: Sf. Arhangheli (sec. XVIII).
Ridicată în 1740 în Glod (Sălaj) a fost adusă în Răzoare în jurul anului 1867. Se remarcă coiful foarte mic și cele patru turnulețe (semn că satul avea Sfat al Bătrânilor/ al juzilor) foarte mari în comparație cu dimensiunea coifului. Pictura parietală se mai distinge doar parțial. Sf. Masă este realizată din blocuri masive de piatră.
În biserică se găsesc cărți vechi datând chiar din vremea Regelui Carol I și chiar mai vechi de atunci, unele dintre ele fiind scrise în ebraică, icoane pictate odată cu construirea bisericii, hainele preoțești vechi și ele și multe alte obiecte religioase care au fost bine îngrijite astfel încât vizitatorii care trec pragul bisericii rămân uimiți de simplitatea și frumusețea vremurilor de atunci și se întorc de fiecare dată cu mare drag aducând mulți alți prieteni. În prezent, biserica este îngrijită de o localnică. 